# Lucas (Kansas)
Lucas – miasto w Stanach Zjednoczonych, w stanie Kansas, w hrabstwie Russell.